# Spickendorf
Spickendorf ist eine Ortschaft der Stadt Landsberg im Saalekreis in Sachsen-Anhalt (Deutschland). Sie besteht aus den Ortsteilen Spickendorf und Wölls-Petersdorf (mit Zieschdorf).

## Geografie
Spickendorf liegt 14 km nordöstlich von Halle (Saale) und 4 km nordwestlich von Landsberg am Strengbach, einem Zufluss der Fuhne.

## Geschichte

### Spickendorf
Die erste Erwähnung Spickendorfs erfolgte im Jahr 1314 als „Spytendorp“. Der Ort wurde als Rundling mit acht Höfen inmitten eines Sumpfgürtels angelegt, der von einem 5–10 m breiten Wassergraben umgeben war. Spickendorf gehörte zum Amt Giebichenstein im Saalkreis des Erzstifts Magdeburg. 1680 kam es zum Herzogtum Magdeburg unter brandenburg-preußischer Herrschaft.
Mit dem Frieden von Tilsit wurde Spickendorf im Jahr 1807 dem Königreich Westphalen angegliedert und dem Distrikt Halle im Departement der Saale zugeordnet. Der Ort gehörte zum Kanton Oppin. Nach der Niederlage Napoleons und dem Ende des Königreichs Westphalen befreiten die verbündeten Gegner Napoleons Anfang Oktober 1813 den Saalkreis. Bei der politischen Neuordnung nach dem Wiener Kongress 1815 wurde der Ort im Jahr 1816 dem Regierungsbezirk Merseburg der preußischen Provinz Sachsen angeschlossen und dem Saalkreis zugeordnet.

### Wölls-Petersdorf
Die Ersterwähnung von Wölls erfolgte im Jahr 1156, die von Petersdorf im Jahr 1349/50. Zu Wölls wurden die Orte Piltitz und Zschiesdorf gezählt. Petersdorf und Wölls mit Piltitz und Zieschdorf lagen bis 1815 am Nordwestrand des kursächsischen bzw. königlich-sächsischen Amts Delitzsch.
Durch die Beschlüsse des Wiener Kongresses kamen sie im Jahr 1815 zu Preußen und wurden 1816 dem Kreis Delitzsch im Regierungsbezirk Merseburg der Provinz Sachsen zugeteilt, zu dem sie bis 1950 gehörten. 1888 erfolgte die Vereinigung von Wölls und Petersdorf zu Wölls-Petersdorf. Am 1. April 1936 wurden Gütz, Roitzschgen (mit Düringsdorf und Heiligendorf) und Wölls-Petersdorf (mit Piltitz und Zschiesdorf) zur Gemeinde Gütz zusammengeschlossen.
Im Zuge der ersten Kreisreform in der DDR wurde Gütz mit seinen Ortsteilen wie die benachbarte Stadt Landsberg am 15. Juni 1950 dem neu zugeschnittenen Saalkreis zugeordnet, der 1952 zum neuen Saalkreis im Bezirk Halle kam. Fast zeitgleich mit der Zuordnung zum Saalkreis wurde Gütz mit seinen Ortsteilen Roitzschgen, Düringsdorf, Heiligendorf und Piltitz am 20. Juli 1950 nach Landsberg eingemeindet. Der Ortsteil Wölls-Petersdorf wurde dabei mit Zschiesdorf nach Spickendorf umgegliedert.

### Eingemeindung nach Landsberg
Am 1. Januar 2005 wurde Spickendorf in die Stadt Landsberg eingemeindet und bildet seitdem eine von elf Ortschaften der Stadt.

## Kultur und Sehenswürdigkeiten

### Sehenswürdigkeiten
Die 1262 erbaute Kirche St. Nicolai in Spickendorf wurde 1606 und 1728/29 umfangreich ausgebaut. Sehenswürdigkeiten der Kirche sind das Sakramenthäuschen und der Taufstein sowie die 2010 von Gemeindemitgliedern instandgesetzte Rühlmann-Orgel.
Die Petersdorfer Villa des ehemaligen Fideikommiss-Gutes Troitzsch wurde von 2006 bis 2012 umfassend saniert. Das denkmalgeschützte Gebäude aus dem Jahr 1896, welches „Schloss“ genannt wird, besitzt einen reichen Fassadenschmuck im Stil der Neorenaissance und einen Renaissance-Torbogen aus dem Jahr 1891. In dem Haus ist heute eine Kindertagesstätte untergebracht.

### Kultur
Für sportliche Aktivitäten befindet sich in Spickendorf ein Sport- und Freizeitzentrum mit Tennishalle. In Petersdorf befindet sich direkt an der B100 die überregional bekannte Keramikscheune. Vereine der Ortschaft sind der Förderverein der Freiwilligen Feuerwehr Spickendorf e. V. und der Rassegeflügelzuchtverein Spickendorf e. V., sowie der Jugendclub Spickendorf.
Die Freiwillige Feuerwehr Spickendorf sorgt für den abwehrenden Brandschutz und die allgemeine Hilfe insbesondere auf örtlicher Ebene.

## Verkehr
Die Bundesstraße 100, welche von Halle in Richtung Bitterfeld führt, liegt südlich von Spickendorf. Über die Bundesstraße ist der Ort mit dem Kreuz Halle (Saale) an der A 9 und der Anschlussstelle Halle/Peißen an der A 14 verbunden. Im Nachbarort Niemberg befindet sich einen Bahnhof der Bahnstrecke Magdeburg–Leipzig.